# Барцанига (Кремона)
Барцанига је насеље у Италији у округу Кремона, региону Ломбардија.
Према процени из 2011. у насељу је живело 332 становника. Насеље се налази на надморској висини од 62 м.